# Kłodzino (powiat kamieński)
Kłodzino (niem. Klötzin, Kreis Cammin) – wieś w Polsce położona w województwie zachodniopomorskim, w powiecie kamieńskim, w gminie Golczewo.
W latach 1975–1998 miejscowość należała administracyjnie do województwa szczecińskiego.

## Zabytki
- park dworski, poł. XIX, nr rej.: A-1377z 10.06.1978